# Alberto Costantini
Alberto Costantini (Vicenza, 1953) è uno scrittore e saggista italiano.

## Biografia
Nato a Vicenza nel 1953, vive e lavora a Montagnana.
Laureato nel 1977 all'Università di Padova, ha insegnato per anni presso i licei.
Autore di saggi e romanzi storici (A Ovest di Thule e Il principe delle locuste), è conosciuto principalmente per le sue opere di fantascienza grazie alle quali ha ricevuto due volte il Premio Urania: nel 2003 con Terre accanto e nel 2006 con Stella cadente.

## Opere

### Saggi
- Montagnana: itinerario turistico, Montagnana-Padova, Associazione Pro-Loco-Amministrazione comunale, 1989
- Risorgimento a Montagnana 1848-1849, Montagnana, Associazione Pro-Loco, 1996
- Guida al duomo di Montagnana, Urbino, Associazione Pro-Loco, 2003
- Soldati dell'imperatore: i lombardo-veneti dell'esercito austriaco (1814-1866), Collegno, Chiaramonte, 2004

### Romanzi
- A Ovest di Thule, Urbana, Fratelli Corradin, 2003
- Lo stradiotto, Urbana, Fratelli Corradin, 2004
- Terre accanto, Milano, Mondadori, 2003 (Urania n. 1478)
- Stella cadente, Milano, Mondadori, 2006 (Urania n. 1516)
- Sotto l’aquila bicipite. Storia di un Risorgimento all’incontrario, Urbana, Fratelli Corradin, 2011
- Il principe delle locuste, Urbana, Arte Stampa, 2013 ISBN 978-88-89796-34-4
- Le astronavi di Cesare, Asola, Gilgamesh, 2015 ISBN 978-88-6867-224-9
- L'undicesima persecuzione, Asola, Gilgamesh, 2016 ebook
- L'Eresia del Multiverso, ALIA Arcipelago, 2018 ebook
- L'Inquisizione di Padre Bertolt, gesuita, ALIA Arcipelago, 2019 ebook
- La guerra dei multimondi: l'infiltrato, Asola, Gilgamesh, 2019 ebook
- I Figli del Leone. Una storia veneta, Urbana, Fratelli Corradin, 2020
- La donna del tribuno, Asola, Gilgamesh, 2020 ebook
- Donne ai confini dell’Impero, Asola, Gilgamesh, 2021
- La schiava dei libri, Asola, Gilgamesh, 2021